# Zach Tyler Eisen
 (février 2023).
La mise en forme du texte ne suit pas les recommandations de Wikipédia : il faut le « wikifier ».
Les points d'amélioration suivants sont les cas les plus fréquents :
- Les titres sont pré-formatés par le logiciel. Ils ne sont ni en capitales, ni en gras.
- Le texte ne doit pas être écrit en capitales (les noms de famille non plus), ni en gras, ni en italique, ni en « petit »…
- Le gras n'est utilisé que pour surligner le titre de l'article dans l'introduction, une seule fois.
- L'italique est rarement utilisé : mots en langue étrangère, titres d'œuvres, noms de bateaux, etc.
- Les citations ne sont pas en italique mais en corps de texte normal. Elles sont entourées par des guillemets français : « et ».
- Les listes à puces sont à éviter, des paragraphes rédigés étant largement préférés. Les tableaux sont à réserver à la présentation de données structurées (résultats, etc.).
- Les appels de note de bas de page (petits chiffres en exposant, introduits par l'outil «  Source ») sont à placer entre la fin de phrase et le point final[comme ça].
- Les liens internes (vers d'autres articles de Wikipédia) sont à choisir avec parcimonie. Créez des liens vers des articles approfondissant le sujet. Les termes génériques sans rapport avec le sujet sont à éviter, ainsi que les répétitions de liens vers un même terme.
- Les liens externes sont à placer uniquement dans une section « Liens externes », à la fin de l'article. Ces liens sont à choisir avec parcimonie suivant les règles définies. Si un lien sert de source à l'article, son insertion dans le texte est à faire par les notes de bas de page.
- La présentation des références doit suivre les conventions bibliographiques. Il est recommandé d'utiliser les modèles {{Ouvrage}}, {{Chapitre}}, {{Article}}, {{Lien web}} et/ou {{Bibliographie}}. Le mode d'édition visuel peut mettre en forme automatiquement les références.
- Insérer une infobox (cadre d'informations à droite) n'est pas obligatoire pour parachever la mise en page.

Pour une aide détaillée, merci de consulter Aide:Wikification.
Si vous pensez que ces points ont été résolus, vous pouvez retirer ce bandeau et améliorer la mise en forme d'un autre article.
Zachary Tyler Eisen, né le 23 septembre 1993 à Stamford, est un acteur et doubleur américain. 

## Biographie
Zach Tyler Eisen naît le 23 septembre 1993 à Stamford dans une famille juive. Il commence sa carrière d'acteur en jouant des petits rôles dans les films en prises de vue réelle Entropy (1999) et Marci X (2003). Entre 1999 et 2003, il incarne Andrew Mulligan dans la série d'animation Bill Junior et entre 2004 et 2006, il joue le personnage Pablo dans la première saison de la série Les Mélodilous. 
Entre 2005 et 2008, Zach Tyler Eisen double le personnage d'Aang dans la série télévisée Avatar, le dernier maître de l'air. Alors qu'il réside dans le Connecticut, il  réalise la plupart des enregistrements d'Avatar: le dernier maître de l'air à distance depuis New York.
En 2006, il prête sa voix à Lucas Nickle dans le film d'animation Lucas, fourmi malgré lui. 
Dans les années 2010, Zach Tyler Eisen interrompt sa carrière d'acteur et étudie la production cinématographique et télévisuelle à l'université de Syracuse. 
Il travaille actuellement dans l'industrie du divertissement derrière la caméra.

## Filmographie

### Film
| Année | Titre                   | Rôle                | Remarques                   | Ref.  |
| ----- | ----------------------- | ------------------- | --------------------------- | ----- |
| 1999  | Entropie                | Lucas               | Crédité comme Zachary Tyler | [ 3 ] |
| 2003  | Marc X                  | Garçon              |                             |       |
| 2006  | La fourmi intimidatrice | Lucas Nickle (voix) |                             | ,     |

### Télévision
| Année     | Titre                               | Rôle                      | Remarques                           | Ref.  |
| --------- | ----------------------------------- | ------------------------- | ----------------------------------- | ----- |
| 1999      | Super! Pourquoi!                    | Wee Willy (voix)          | Épisode pilote ( médias perdus )    | [ 7 ] |
| 1999–2002 | Petit projet de loi                 | Andrew Mulligan (voix)    | 14 épisodes                         | [ 4 ] |
| 2000      | Dora l'exploratrice                 | Bébé poisson rouge (voix) | Épisode: "Un poisson hors de l'eau" |       |
| 2004–2006 | Les gens à la cour arrière          | Pablo le Pingouin (voix)  | 20 épisodes                         | [ 3 ] |
| 2005–2008 | Avatar : le dernier maître de l'air | Aang (voix)               | Rôle principal, 60 épisodes         | [ 4 ] |

### Jeux vidéo
| Année | Titre                                                   | Rôle vocal   | Remarques | Ref.  |
| ----- | ------------------------------------------------------- | ------------ | --------- | ----- |
| 2006  | La fourmi intimidatrice                                 | Lucas Nickel |           | [ 4 ] |
| 2006  | Avatar : le dernier maître de l'air                     | Aang         |           | [ 4 ] |
| 2007  | Avatar : Le Dernier Maître de l'Air - La Terre Brûlante | Aang         |           | [ 4 ] |
| 2008  | Avatar : le dernier maître de l'air - Dans l'enfer      | Aang         |           | [ 4 ] |